# Femmes dans la politique en république démocratique du Congo
 (avril 2017).
Si vous disposez d'ouvrages ou d'articles de référence ou si vous connaissez des sites web de qualité traitant du thème abordé ici, merci de compléter l'article en donnant les références utiles à sa vérifiabilité et en les liant à la section « Notes et références ».
 (octobre 2024).
Cette liste recense les femmes politiquement actives en république démocratique du Congo.

## Liste chronologique des femmes ministres

### IIeRépublique

#### Présidence de Mobutu

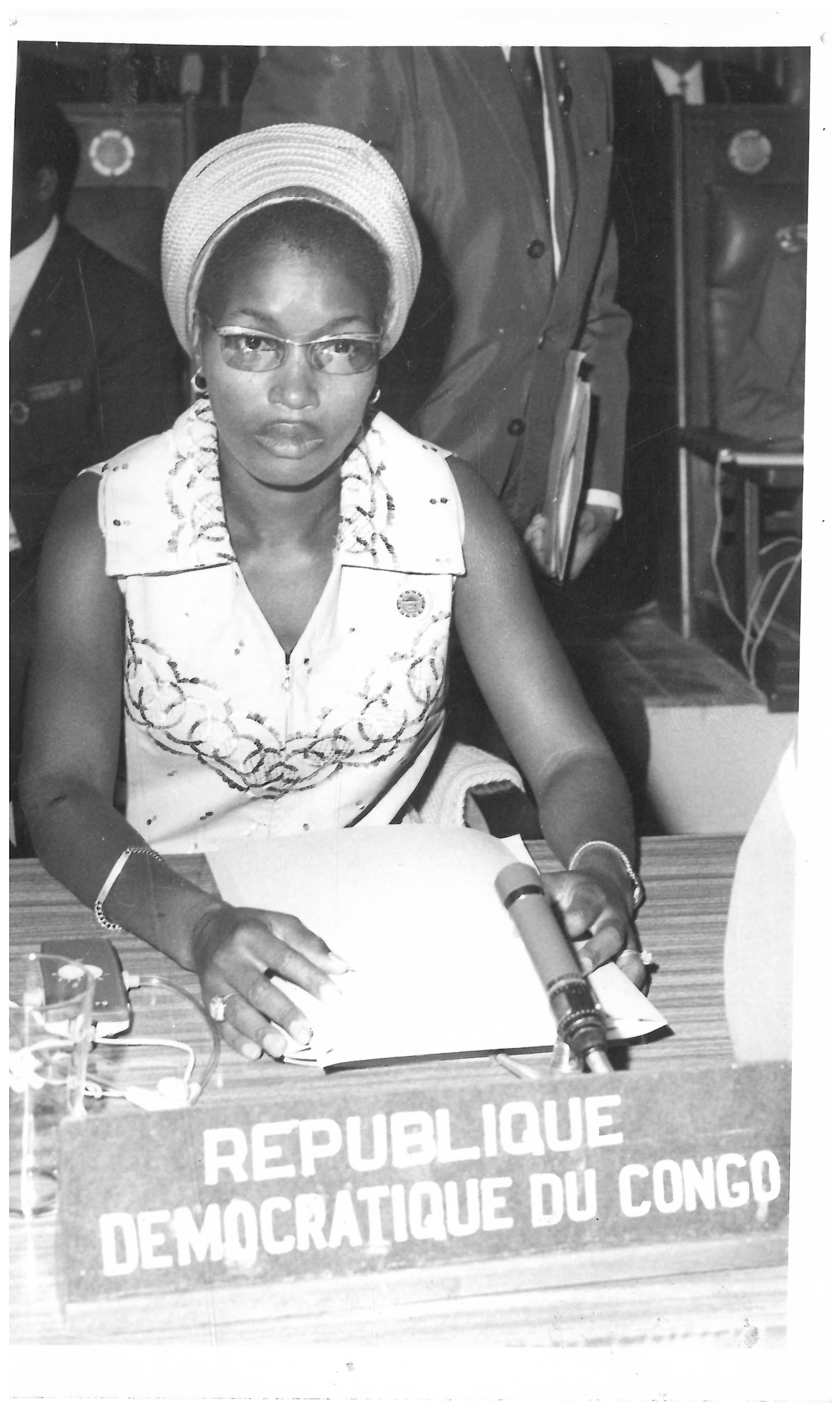
Sophie Kanza.

- Sophie Kanza (1940-1999) : ministre des Affaires sociales de 1966 à 1970

#### Présidence de Laurent-Désiré Kabila
- Juliana Amato Lumumba (1955-)  : vice-ministre de l'Information et de la Presse (1997-1998), ministre de l'Éducation, ministre de la Culture et de l'Art (2001)[1]
- Isabel Machik Ruth Tshombe : vice-ministre de la Coopération régionale (2000-2001)
- Odette Babandoa : ministre des Transports (1999-2000)
- Pascaline Birinyo : vice-ministre de l'Information et du Tourisme (1999-2001)

| Nom                                          | Ministère                                                                | Gouvernement          | Parti politique     | Début mandat | Fin mandat |  |
| -------------------------------------------- | ------------------------------------------------------------------------ | --------------------- | ------------------- | ------------ | ---------- |  |
| Sophie Kanza                                 | Affaires sociales et développement communautaire                         |                       |                     | 1967         | 1970       |  |
| Juliana Amato Lumumba                        | V/M Information & Presse                                                 | Laurent-Désiré Kabila |                     | 1997         | 1999       |  |
| Juliana Lumumba                              | Culture et Arts                                                          | Laurent-Désiré Kabila |                     | 1999         | 2001       |  |
| Isabel Machik Ruth Tshombe                   | V/M Affaires sociales, Femme et Famille                                  | Laurent-Désiré Kabila |                     | 1999         | 2000       |  |
| Isabel Machik Ruth Tshombe                   | V/M Coopération régionale                                                | Laurent-Désiré Kabila |                     | 2000         | 2001       |  |
| Odette Babandoa                              | Transports                                                               | Laurent-Désiré Kabila |                     | 1999         | 2000       |  |
| Pascaline Birinyo                            | V/M Information et Tourisme                                              | Laurent-Désiré Kabila |                     | 1999         | 2001       |  |
| Haiwa                                        |                                                                          |                       | PPRD                | 2015         |            |  |
| Marie-Ange Lukiana Mufwankolo                | Travail et dispositions sociales                                         | Gizenga I             | PPRD                | 2001         | 2008       |  |
| Marie-Ange Lukiana Mufwankolo                | Genre, famille et enfant                                                 | Muzito II             | PPRD                | 2008         | 2016       |  |
| Laure-Marie Kawanda                          | Transport et communication                                               |                       | APL                 | 2010         |            |  |
| Pauline Maata Nkumu wa Bowango Anganda Diono | Postes et télécommunications ; affaires sociales                         |                       | MPR                 | 1970         | 1985       |  |
| Lessdija Kiaba Lerra                         | Environnement                                                            |                       |                     | 1976         | 1980       |  |
| Yowa Mbemba Mabinda Kapinga                  | Culture                                                                  |                       |                     | 1976         | 1979       |  |
| Adrienne Ekila Liyonda                       | Affaires sociales et femmes ; affairesétrangères ; Information et presse |                       |                     | 1984         | 1989       |  |
| Florentine Angele Soki Fuani Eyenga          | Affaires sociales et féminines ; affaires sociales                       |                       |                     | 1985         | 1996       |  |
| Mayuma Kala                                  | Affaires sociales et familiales                                          |                       |                     | 1987         |            |  |
| Muyambo Nukulu                               | Femmes et famille                                                        |                       |                     | 1990         | 1991       |  |
| Marie-Madeleine Mienze Kiaku                 |                                                                          |                       |                     |              |            |  |
| Angélique Milemba                            |                                                                          |                       |                     |              |            |  |
| Louise Munga Mesozi                          |                                                                          |                       |                     |              |            |  |
| Bijou Mushitu Kat                            |                                                                          |                       |                     |              |            |  |
| Marie-Thérèse Nlandu Mpolo Nene              |                                                                          |                       | UDR                 | 2006         |            |  |
| Ernestine Nyoka                              | Vice-ministre de Budget                                                  |                       | PPRD                | 2014         |            |  |
| Catherine Nzuzi wa Mbombo                    |                                                                          |                       | MPR-Fait privé      |              |            |  |
| Liliane Pande Muaba                          | Affaires foncières                                                       |                       | CODECO              | 2007         |            |  |
| Philomène Omatuku Atshakawo Akatshi          |                                                                          |                       | PPRD                | 2007         |            |  |
| Colette Tshomba Ntundu                       | Congolais de l'étranger                                                  | Gizenga I, Muzito I   | Forces du Renouveau | 2007         |            |  |
| Jacqueline Penge Sanganyoi                   | Ministre près le Premier ministre                                        | Ilunga                | PPRD                | 2019         |            |  |
| Liliane Banga Lwaboshi                       | Vice-ministre de l'Enseignement supérieur et universitaire               | Ilunga                | UNC                 | 2019         |            |  |
| Nene Nkulu Ilunga                            | Ministre d’État, ministre de l’Emploi, Travail et Prévoyance sociale     | Ilunga                | AFDC                | 2019         |            |  |
| Béatrice Lomeya Atilite                      | Ministre d’État, ministre du Genre, Famille et Enfant                    | Ilunga                | PPRD                | 2019         |            |  |
| Yollande Ebongo Bosongo                      | Ministre de Fonction publique                                            | Ilunga                | MSR                 | 2019         |            |  |
| Rose Boyata Monkaju                          | Ministre des Affaires sociales                                           | Ilunga                | UDPS                | 2019         |            |  |
|                                              |                                                                          |                       |                     |              |            |  |
| Irène Esambo Diata                           | Ministre chargée des personnes vivant avec handicap                      | Ilunga                | UDPS                | 2019         |            |  |
| Jeanne Ilunga Zaina                          | Vice-ministre de l'Environnement                                         | Ilunga                | UNC                 | 2019         |            |  |
| Acacia Bandubola                             | Ministre de l'Économie nationale                                         | Ilunga                | UDPS                | 2019         |            |  |

## Femmes à l'Assemblée nationale
En république démocratique du Congo, les femmes représentent seulement 8,4 % de députés élus en 2006.

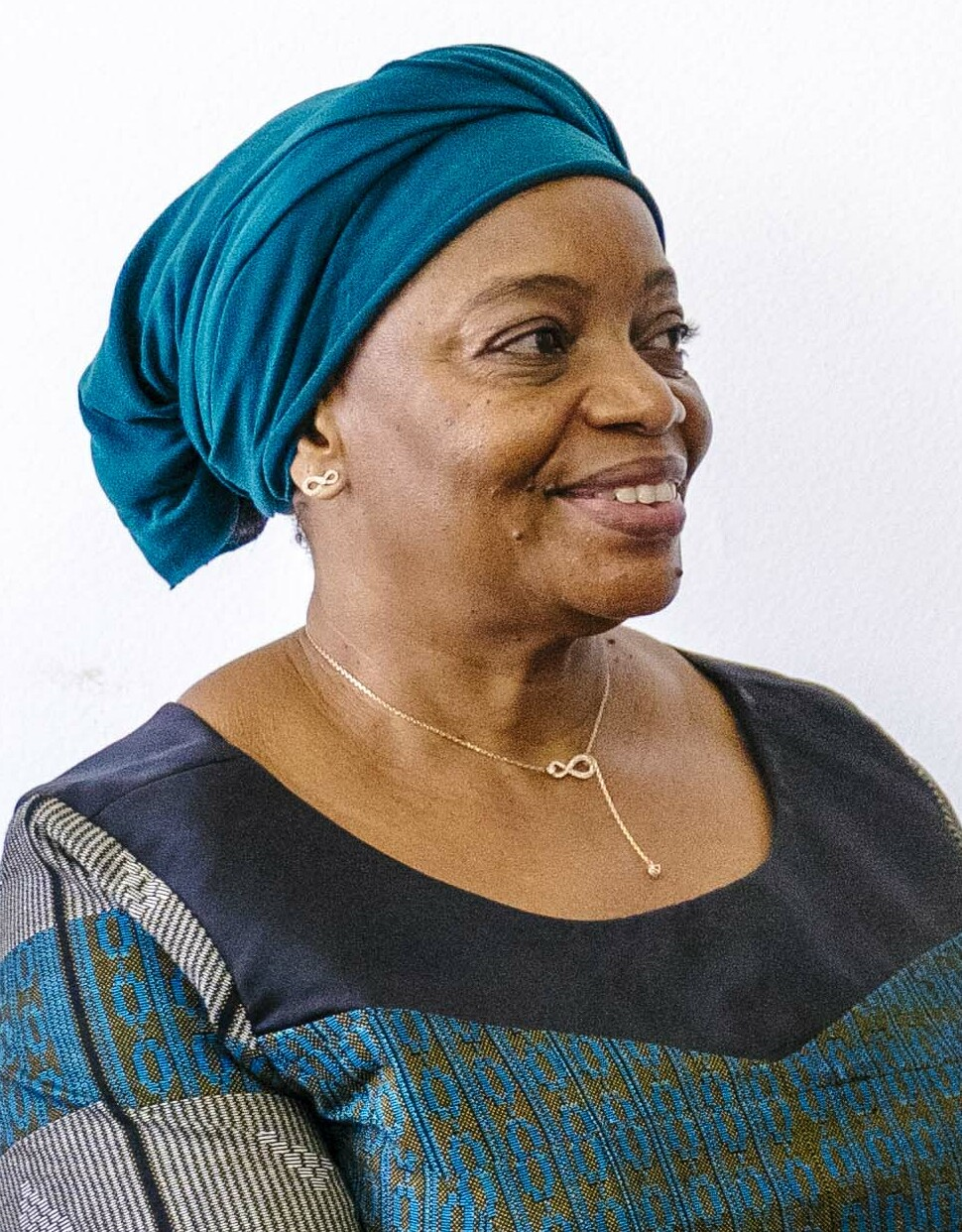
Ève Bazaiba.

| N° | Noms                   | Parti politique | Année | Origine  |
| -- | ---------------------- | --------------- | ----- | -------- |
| 1  | Ève Bazaiba            | MLC             |       | Tshopo   |
| 2  | Wivine Moleka          | PPRD            | 2006  | Kinshasa |
| 3  | Jaynet Kabila          | Indépendant     |       |          |
| 4  | Jeannine Mabunda Lioko | PPRD            | 2019  | Kinshasa |
| 5  | Jolie Kenda            | PPEC            |       |          |

## Femmes au Sénat
| N° | Noms        | Parti politique | Année | Origine |
| -- | ----------- | --------------- | ----- | ------- |
| 1  | Ève Bazaiba | MLC             | 2011  | Basoko  |

## Femmes bourgmestres (maires)
| N° | Noms                      | Entité Administrative | Ville     | Province | Année |
| -- | ------------------------- | --------------------- | --------- | -------- | ----- |
| 1  | Catherine Nzuzi wa Mbombo | Gombe                 | Kinshasa  | Kinshasa | 1967  |
| 2  | Marianne Batamane         | Tshopo                | Kisangani |          |       |
|    |                           |                       |           |          |       |